# 麥乳精
麥乳精是一种由大麦麦芽、小麦粉和全脂奶粉混合制成的速溶性固体饮料。

## 历史
伦敦药剂师詹姆斯·诺克尔提出了一种以小麦和麦芽為原料的婴儿营养食品。詹姆斯·诺克尔認為英国的工作機會太少，于是他和他的兄弟一起來到了美国威斯康星州的拉辛，在他們亲戚的采石场工作。 1873 年，兄弟俩成立了好立克，在芝加哥附近生产他们的婴儿食品。十年后，他们获得了一项专利。尽管麥乳精最初是用於婴儿營養食品，但這一固體飲料也被其他人飲用。